# Iwanowo (obwód Szumen)
Iwanowo (bułg. Иваново) – wieś w Bułgarii, w obwodzie Szumen, w gminie Wyrbica. W 2024 roku liczyła 429 mieszkańców.